# Chodský koláč

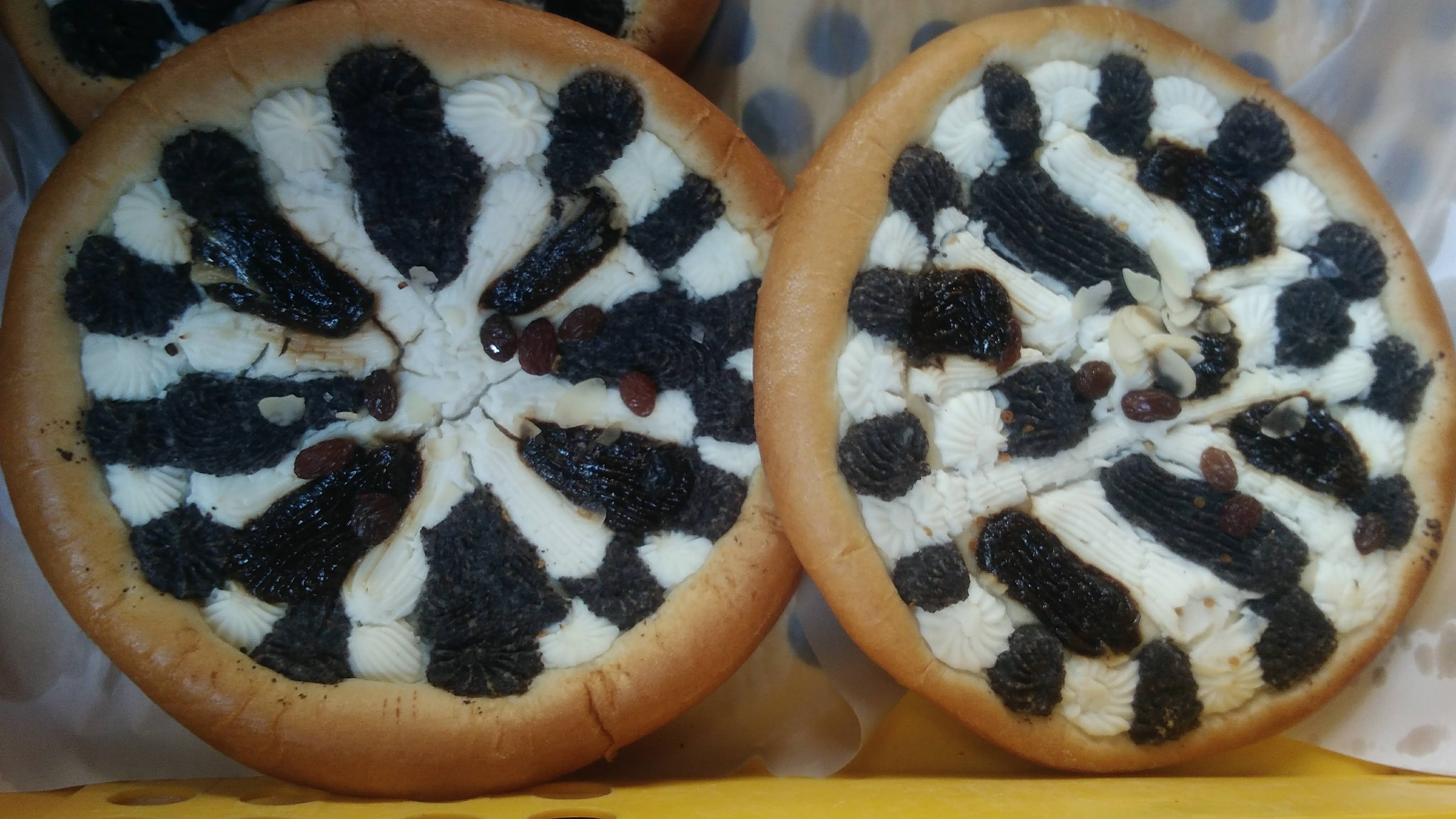
Hornochodský koláč

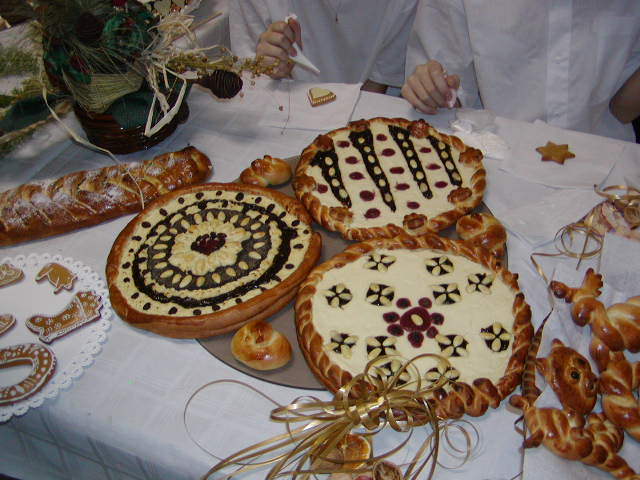
Tři chodské koláče

Chodský koláč je krajová specialita Chodska, české národopisné oblasti. Jedná se o koláč z kynutého těsta s povidlovou, makovou a tvarohovou náplní, někdy ozdobený rozinkami nebo mandlemi. Do náplní se tradičně přidává také rum. Pro postup nanášení jednotlivých náplní na těsto koláče existuje v chodském nářečí speciální výraz – merhování.
Původ chodského koláče je neznámý, pravděpodobně pochází z bavorských oblastí k Chodsku přilehlých (kde se tradičně pečení podobných koláčů udržela jen do 60. let 20. století). Původně byly koláče na Chodsku pečeny jen při slavnostních příležitostech. V moderní době se začaly chodské koláče péct v pekárnách a rozšířily se i mimo Chodsko, nicméně stále zůstávají jedním z hlavních symbolů Chodska.

## Typy chodských koláčů
- Hornochodský koláč, typický pro výše položené obce na úpatí Čerchovského lesa (např. Klenčí pod Čerchovem, Postřekov nebo Chodov), bývá méně naplněn, vzhledem k tomu, že tyto obce bývaly chudší. Na těsto se pokládají jednotlivé náplně v pruzích, čímž se vytvářejí jednoduché geometrické ornamenty.[1][2]
- Dolnochodský koláč je typický pro tradičně bohatší níže položené dolské vesnice (např. Újezd, Draženov, Mrákov nebo Pocinovice). Na těsto je nanesena vrstva tvarohu, které je poté vyzdobena ornamenty z povidlové nebo makové náplně.[1][2]
- Krchlebský koláč je typický pro Krchleby a okolí. Je velmi podobný dolnochodskému koláči, navíc ale bývá políván smetanou a zdobený šlehačkou.[2][4]